# Irene Löwenfeld
Irene Löwenfeld, auch Irene Loewenfeld, (* 1922 in München; † 9. Oktober 2009 in New York) war eine deutsch-amerikanische Wissenschaftlerin und gemeinsam mit Otto Löwenstein Pionierin auf dem Gebiet der Erforschung der menschlichen Pupille.
Irene Löwenfeld entstammte einer jüdischen Juristenfamilie. Ihr Großvater war der Münchener Jura-Professor Theodor Löwenstein, ihr Vater Philipp Löwenfeld Rechtsanwalt und ein bekannter Sozialdemokrat. 1933 entkam Philipp Löwenfeld mit knapper Not der Gestapo und floh nach Zürich. Ein Jahr danach folgten ihm seine Frau Lottie, geborene Winkler, und seine drei Töchter Anna, Irene und Eva.
1938 emigrierte die Familie Löwenfeld über Le Havre nach New York. Bei einem Strandspaziergang wurde Irene Löwenfeld, die nach eigenen späteren Angaben ihren Schulbesuch wegen ihres schlechtes Englisch nicht fortgesetzt hatte, von einer Frisbeescheibe getroffen und litt fortan an unter Schmerzen, die sie rückblickend als psychosomatisch interpretierte. Sie wurde von Otto Löwenstein behandelt, einem deutschen Mediziner, der ebenfalls in die USA emigriert war. Löwenstein erkannte, dass Irenes Löwenfelds Problem intellektuelle Unterforderung war und bot ihr 1940 eine Stelle als Laborantin an. Sie legte danach die erforderlichen Prüfungen ab, um Universitäts-Kurse zu belegen.
1955 wurde Otto Löwenstein als Professor der Universität Bonn rehabilitiert. Er konnte so Irene Löwenfeld als Bonner Doktorandin annehmen, und sie promovierte extern in Bonn über die Reflex-Dilatation der Pupille. 1956 begannen Löwenstein und Löwenfeld die gemeinsame Arbeit an einem Grundlagenwerk über die menschliche Pupille. Vor der Fertigstellung der Publikation starb Otto Löwenstein im Jahre 1965. 1973 wurde Löwenfeld als Professorin für Augenheilkunde ans Kresge Eye Institute, Wayne State University, berufen. Hier vollendete sie in weiterer jahrelanger Arbeit das Buch, das mit einem Umfang von mehr als 2000 Seiten in zwei Bänden 1993 erstmals erschien: The Pupil: Anatomy, Physiology, and Clinical Applications, Iowa State University Press, Wayne State University Press. Ihre Forschungsunterlagen werden heute noch in der Irene E. Loewenfeld Neuro-Ophthalmology Collection aufbewahrt.

## Ehrungen
Seit 1999 wird vom International Pupil Colloquium, das sie und Löwenstein 1961 mitbegründet hatten,  alle zwei Jahre zu ihrem Andenken die Loewenfeld Lecture gehalten.